# Marvin Hagler
Pour les articles homonymes, voir Hagler.
Marvin Hagler est un boxeur américain né le 23 mai 1954 à Newark dans l'État du New Jersey et mort le 13 mars 2021 au New Hampshire. 
Il s'est imposé comme le champion incontesté des poids moyens entre 1980 et 1987 en unifiant les titres WBA, WBC et IBF et détenant, par ailleurs, le second plus long règne du championnat unifié dans l'histoire de la boxe, avec douze défenses consécutives. Il possède également le second plus long règne du siècle dernier de sa catégorie, derrière Tony Zale. Son pourcentage de victoire par KO est le plus élevé des poids moyens, avec 78%.

## Biographie

### Ses jeunes années
L’enfance de Marvin Nathaniel Hagler n’est pas heureuse. Sa mère doit l’élever seule avec ses 5 frères et sœurs avec une simple paie de gardienne d’immeuble. Dès l’âge de 13 ans, Marvin interrompt sa scolarité et travaille comme manutentionnaire dans une fabrique de jouets. À 15 ans, sa famille s’installe à Brockton dans la banlieue de Boston et c’est dans cette ville qu’il débute la boxe.
Repéré par les frères Petronelli, il multiplie les combats amateurs et remporte en 1973 les championnats des États-Unis des poids moyens avant de passer professionnel en battant l'américain Terry Ryan par K.O à la deuxième reprise le 18 mai de la même année.

### De ses débuts pros au titre mondial
Au cours de ses deux premières années professionnelles, il monte 26 fois sur le ring et remporte 25 victoires (dont 19 avant la limite) pour 1 match nul. La voie vers le titre mondial alors détenu par l’incontesté champion argentin Carlos Monzón semble proche mais le 13 janvier et le 9 mars 1976, il concède aux points deux défaites face à Bobby Watts et Willie Monroe, aboutissant alors à une pause temporaire dans sa carrière. « Marvelous » Marvin comme il aimait à signer ses autographes lorsqu’il était encore amateur, se retrouve dès lors dos au mur. Après 14 nouvelles victoires entre 1976 et 1978, il sait qu’il joue une grande partie de son avenir en défiant le rude et expérimenté Benny « Bad » Briscoe, ancien champion nord américain des moyens, le 24 août 1978 à Philadelphie. Victorieux aux points au terme d’un combat très engagé, il peut enfin espérer se battre pour le titre mondial.
Sa chance lui sera donnée le 30 novembre 1979 en combattant l’Italien Vito Antuofermo à Las Vegas, Monzón ayant pris sa retraite deux ans auparavant sur une ultime victoire. Bien qu’il malmène le champion en titre, les juges rendent un verdict de match nul à l'issue des 15 rounds, après un combat brutal.
Le sacre devra attendre et c’est dans la prestigieuse Wembley Arena que le 27 septembre 1980, Marvin Hagler (alors âgé de 26 ans) a l’occasion pour la seconde fois de décrocher les ceintures mondiales WBA et WBC. Il combat le boxeur anglais Alan Minter, champion du monde en titre, dont il refuse de serrer la main, lançant « Je ne touche pas de la chair blanche » (« I don't touch white flesh »), ce à quoi Minter répond: « aucun Noir ne me prendra mon titre » (« No black man is going to take my title away »). Un TKO est attribué à Hagler au 3e round, à la suite d'une coupure de Minter, mais il devra quitter prématurément le ring après que des spectateurs d'extrême-droite du National Front auront lancé plusieurs projectiles dans sa direction.

### Marvin the Marvelous
Toujours en mal de reconnaissance, Hagler défend le titre à trois reprises en 1981. Le 17 janvier, il combat le vénézuélien invaincu en 30 combats Fulgencio Obelmejias. Envoyé à terre au 6e round, Obelmejias se relève mais est sévèrement touché par des crochets droits en fin de 7e round. Après avoir encaissé beaucoup de coups en début de 8e round, le challenger est arrêté par l'arbitre. Le 13 juin, Hagler rencontre une nouvelle fois Vito Antuofermo pour une revanche, cette fois à sens unique. Hagler envoie Antuofermo à terre d'un gauche en début de 3e round, domine les quatre rounds que durera le combat, l'italien ne répondra pas à l'appel du 5e round. Le 3 octobre enfin, Hagler combat Mustafa Hamsho et domine la rencontre, Hamsho sera arrêté par l'arbitre au 11e round.
Le 7 mars 1982, il bat en 67 secondes son challenger officiel William Lee. Le 30 octobre, il accorde une revanche à Fulgencio Obelmejias qui a remporté 8 combats consécutifs depuis leur dernier affrontement. Obelmejias remportera les deux premiers rounds, mais Hagler prendra l'avantage et enverra pour le compte son challenger à terre d'un crochet gauche au 5e round. Le champion d'Europe Tony Sibson, challenger n°1, sera battu à la 6e reprise par le champion, le 11 février 1983.
Le 27 mai 1983, Marvin Hagler ne défend pas ses ceintures de champion du monde WBA et WBC mais a l'occasion de conquérir le titre inaugural de la jeune fédération IBF. Il combat pour l'occasion Wilford Scypion, challenger n°1 selon la WBC et n°2 selon la WBA. Ces deux fédérations déclarent que les ceintures seront vacantes si Hagler perd le combat. Il l'emporte néanmoins par KO au 4e round et devient le premier boxeur de l'histoire a détenir les ceintures de champion du monde des trois fédérations WBA, WBC et IBF.

### Hagler contre Durán
Le 10 novembre 1983, au Caesars Palace de Las Vegas, Marvin Hagler est opposé à une star de la boxe : Roberto Durán, champion du monde dans 3 catégories différentes en poids légers, welters et super welters, qui tente maintenant de conquérir le titre dans une nouvelle catégorie. Hagler reste le favori à 4 contre 1. Le combat est serré et long, Hagler combattant au-delà du 11e round pour la première fois depuis 1979. Après 13 rounds, Duran est en tête d'un point sur les cartes de deux juges, le troisième donnant les deux hommes ex aequo. Hagler remporte les deux derniers reprises et s'impose aux points à l'issue des 15 rounds.
Pour sa 9e défense de titre, Hagler affronte Juan Roldán le 30 mars 1984. L'argentin parvient en début de combat à faire tomber Marvin Hagler pour la 1re et unique fois de sa carrière, mais au 10e round, l’Argentin sera mis à son tour à terre pour le compte, et Hagler conservera son titre. Il clôturera l'année en remportant le combat revanche contre Mustafa Hamsho par KO technique en 3 rounds.

### Hagler contre Hearns: The War
Pendant ce temps, un autre champion fait parler de lui avec son punch dévastateur qui lui a permis de remporter le titre mondial en poids welters et super welters : Thomas Hearns. Vainqueur la même année de Roberto Durán par KO technique au 2d round, Hearns qui ne compte qu'une défaite en 41 combats face à Sugar Ray Leonard dans ce qui fut le combat de l’année 81, affronte Hagler le 15 avril 1985 au Caesars Palace dans un combat baptisé « The War ».
Hagler et Hearns entament ce combat pied au plancher se rendant coup pour coup. L’atmosphère est électrique, les spectateurs sont ravis devant une telle débauche d’énergie et de férocité, et leur font une standing ovation à la fin de la 1re reprise. Hagler, coupé profondément au front et qui sait qu’il peut être arrêté à tout moment, accentue son pressing et, d'un crochet droit, ébranle « The Hitman » au 3e round round, qui va au tapis quelques secondes plus tard. Il se relève difficilement mais ne peut plus continuer, Hagler remporte un combat d’anthologie qui sera nommé Combat de l'année par Ring Magazine, et le 1er round Round de l'année. Le round en question est aujourd'hui reconnu comme un des meilleurs, sinon le meilleur premier round de l'histoire de la boxe,.

### Hagler contre Leonard
Marvin Hagler a 31 ans et est au sommet de sa gloire. Il confirme sa réputation le 10 mars 1986 en conservant pour la 12e fois les ceintures WBA et WBC et pour la 6e fois la ceinture IBF, au détriment de John Mugabi, challenger n°1, redoutable puncheur invaincu en 25 combats, tous remportés par KO. Donné favori à 3 contre 1, Hagler l'emporte par KO à la 11e reprise.
Le 6 avril 1987, il livre son dernier combat de nouveau à Las Vegas en relevant le défi lancé par Sugar Ray Leonard qui pour l'occasion sort de sa retraite après 4 ans d’inactivité. En toute logique, Leonard évite l’affrontement direct et tourne autour de son adversaire distillant ici et là de bons coups qui touchent Hagler mais sans jamais le mettre en danger ni altérer sa marche en avant. Hagler essaie d’acculer son adversaire dans un coin mais a du mal à y parvenir. La décision sera partagée mais deux des trois juges attribueront la victoire à Leonard. Cette décision controversée laissera beaucoup d’amertume à Marvin Hagler qui, faute de pouvoir en découdre une seconde fois, mettra quelques mois plus tard un terme à sa prestigieuse carrière.

## Palmarès
- 67 combats : 62 victoires dont 52 avant la limite, 3 défaites et 2 matchs nuls.
- Champion du monde des poids moyens du 27 septembre 1980 au 6 avril 1987.
- 15 combats en championnat du monde : 13 victoires dont 12 avant la limite, 1 défaite et 1 match nul.

## Distinctions
- Marvin Hagler est élu boxeur de l'année en 1983 et 1985 par Ring Magazine.
- Hagler - Hearns élu combat de l’année 1985.
- Il est membre de l'International Boxing Hall of Fame et de la World Boxing Hall Of Fame depuis 1993.

## Anecdotes
- Les deux premiers boxeurs à l'avoir battu aux points (Watts et Monroe) ont été mis KO au 2d round lors du combat revanche. L’occasion ne lui a pas été donnée d’en faire autant face à Leonard.
- Son dernier combat lui a permis d’empocher 12 millions de dollars, un record pour l’époque.
- Après sa carrière, il part s'installer en Italie où il apparait à l'affiche de quelques films.

## Filmographie
- Indio I
- Indio II
- Night of fear
- Virtual Weapon (1997)